# Vedran Đipalo
Vedran Đipalo (ur. 22 września 1977 w Splicie) – chorwacki bokser, brązowy medalista mistrzostw Europy z Puli w kategorii ciężkiej, olimpijczyk z Aten.

## Kariera amatorska
W 2004 r., Đipalo zdobył brązowy medal na Mistrzostwach Europy w Puli. Startujący w kategorii ciężkiej, Chorwat w 1/8 finału pokonał Polaka Mateusza Malujdę (43:17). W ćwierćfinale rywalem Chorwata był Włoch Daniel Betti, którego Đipalo pokonał na punkty (45:30). W półfinale zmierzył się z wicemistrzem świata, Rosjaninem Aleksandrem Aleksiejewem. Chorwat przegrał przez RSCO w drugiej rundzie. Dzięki wywalczeniu podium na ME w Puli, Chorwat zakwalifikował się na Igrzyska Olimpijskie w Atenach. Đipalo odpadł tam już niestety w 1/16 finału, przegrywając na punkty (22:32) z reprezentantem Australii Adamem Forsythem.
W 2005 r. został brązowym medalistą Igrzysk Śródziemnomorskich, które rozgrywane były w Almeíríí. Ponadto trzykrotnie zdobywał brązowe medale na Mistrzostwach Unii Europejskiej - 2005, 2006, 2007 r.

## Walki olimpijskie 2004 - Ateny
| Etap | Przeciwnik   | Wynik           | Klasyfikacja |
| ---- | ------------ | --------------- | ------------ |
| 1/16 | Adam Forsyth | 22:32 (Porażka) | 9 T          |